# Juan Antonio Suárez Sánchez
Juan Antonio Suárez Sánchez (n. 7 de febrero de 1963) es un catedrático universitario, comisario artístico, ensayista y americanista español, especialista en literatura y cultura estadounidense.

## Biografía
Doctorado en Literatura comparada por la Universidad de Indiana, enseña Literatura norteamericana en la Universidad de Murcia, donde alcanzó la cátedra en Filología inglesa en junio de 2018. Ha sido profesor invitado en el Departamento de Estudios de Cine en la Universidad de Nueva York.
Es autor de los libros Bike Boys, Drag Queens and Superstars (Indiana UP, 1997), Pop Modernism (University of Illinois Press, 2007) y Jim Jarmusch (University of Illinois Press, 2007), y de numerosos artículos y ensayos, publicados en las revistas New Literary History, Journal of American Studies, Grey Room, ExitBook, GLQ: A Journal of Lesbian and Gay Studies y Criticism, entre otras, y en volúmenes colectivos.
Algunos de sus trabajos en los años 2010 son «Espacio queer, cine, surrealismo», en Nuevas subjetividades/sexualidades literarias (ed. María Teresa Rojas; Egales, 2012); «Ciudad, sexualidad y memoria en el experimental queer desde 1970», en El sexo de la ciudad (eds. J. V. Aliaga, J. M. García Cortés y C. Navarrete; Universidad Politécnica de Valencia, 2013); «Meshes of the Afternoon: Dream, Ritual, and Uncanny Domesticity», en Film Analysis (eds. J. Geiger y R. Rutsky; Norton, 2013), y «Kenneth Anger: Clothing, Queerness, Magic», en Birds of Paradise: Costume as Cinematic Spectacle (ed. M. Uhlirova; Koenig, 2014).
También ha comisariado diversas actividades como el ciclo de proyecciones «Seducción y resistencia: en los límites del pop» en el Museo Nacional Centro de Arte Reina Sofía (agosto de 2014), así como ediciones de publicaciones como el número especial de Arte y políticas de identidad, «La pantalla experimental en el estado español: ensayos, estructuras, deconstrucciones, militancias» (julio de 2013).